# Choisy
För andra betydelser, se Choisy (olika betydelser).
Choisy är en kommun i departementet Haute-Savoie i regionen Auvergne-Rhône-Alpes i sydöstra Frankrike. Kommunen ligger i kantonen Annecy-Nord-Ouest som tillhör arrondissementet Annecy. År 2022 hade Choisy 1 704 invånare.

## Befolkningsutveckling
Antalet invånare i kommunen Choisy
| Referens: INSEE |